# Тарава
Тара́ва — село в Бісковицькій сільській громаді Самбірського району Львівської області України. Населення становить 54 осіб.

## Населення

### Мова
Розподіл населення за рідною мовою за даними перепису 2001 року:
| Мова       | Кількість | Відсоток |
| ---------- | --------- | -------- |
| українська | 47        | 87.04%   |
| польська   | 7         | 12.96%   |
| Усього     | 54        | 100%     |